# Gerstaeckeria
Gerstaeckeria är ett släkte av skalbaggar. Gerstaeckeria ingår i familjen vivlar.

## Dottertaxa tillGerstaeckeria, i alfabetisk ordning[1]
- Gerstaeckeria alternata
- Gerstaeckeria basalis
- Gerstaeckeria bifasciata
- Gerstaeckeria cactophaga
- Gerstaeckeria clathrata
- Gerstaeckeria crassirostris
- Gerstaeckeria cruciata
- Gerstaeckeria cubaecola
- Gerstaeckeria curvilineata
- Gerstaeckeria dilatata
- Gerstaeckeria doddi
- Gerstaeckeria elegans
- Gerstaeckeria fasciata
- Gerstaeckeria guadelupensis
- Gerstaeckeria hubbardi
- Gerstaeckeria inflata
- Gerstaeckeria insulana
- Gerstaeckeria lacti
- Gerstaeckeria leseleuci
- Gerstaeckeria lineatocollis
- Gerstaeckeria minuta
- Gerstaeckeria mutillaria
- Gerstaeckeria nobilis
- Gerstaeckeria opuntiae
- Gerstaeckeria parvula
- Gerstaeckeria porosa
- Gerstaeckeria profusa
- Gerstaeckeria rotundata
- Gerstaeckeria tessellata
- Gerstaeckeria tolucana
- Gerstaeckeria turbida
- Gerstaeckeria turpis
- Gerstaeckeria unicolor